# まんが猿飛佐助
『まんが猿飛佐助』（まんがさるとびさすけ）は、1979年10月9日から1980年4月15日まで東京12チャンネルで放送されていたテレビアニメである。東京12チャンネルとナックの共同製作。全24話。放送時間は毎週火曜 19:30 - 20:00 （日本標準時）。

## ストーリー
物語の舞台は17世紀初頭、江戸時代が始まって間もない頃の日本。天下獲りをかけた関ヶ原の戦いに勝利した徳川家康が、今まさに全国支配に乗り出さんとしていた頃、信濃国の殿様真田幸村の下に仕える少年忍者・猿飛佐助が、仲間の三好清海入道や霧隠才蔵らと共に立ち上がった。
主君・幸村を護るため、その命を狙う伊賀忍者軍団の忍者達との戦いを開始した佐助達。果たして佐助や清海入道達は、主君を、そしてその周囲の人々を護り抜けるのだろうか？

## 登場人物
担当声優は『TVアニメ25年史』（徳間書店）93ページに拠る。
猿飛 佐助
声 - 松岡洋子
主人公。猿顔が特徴の陽気な少年。戸澤白雲斎の元で三年間、甲賀忍術の修行をしていた。当初は忍術を使って戦で手柄を立てようと考えていたが、関ヶ原の戦いを見て戦の悲惨さを知り、戦を無くすために忍術を使う事を決意する。その正しい心と優しさを認められ、甲賀忍術の奥義書を授けられた。白雲斎に幸村の元へ行くように言われ、幸村の優しさに感じ入って臣下になる。「オン・キリキリバサラ・ウンハッタ」の呪文（密教のマントラをアレンジしたもの）を唱え、火遁の術や変身術など強力な忍術を使う。可愛い女の子には弱い。
真田 幸村
声 - 池田勝
信濃国の上田城の城主。無益な血が流れる事を望まない優しい人物。白雲斎とはかねてからの知り合い。上田城を出た後は九度山に住み、徳川方の動きを探っている。
三好 清海入道
声 - 西尾徳
幸村の家来。巨大な金棒を振るう怪力男。単純でおだてに乗りやすい性格。佐助と行動を共にする事が多い。弟に伊三入道がいる。
六兵衛
声 - 清川元夢
清海になついている犬。第１話で、子供たちに虐められている所を清海に助けられ、佐助たちと行動を共にするようになった。雪乃姫が六兵衛と名付けた。
霧隠 才蔵
声 - 三橋洋一
幸村に仕える美形の少年忍者。日本各地を飛び回り、情報収集をしている。
戸澤 白雲斎
声 - 丸山詠二
戸隠山の山奥に住む甲賀の老忍者。半蔵をも凌ぐ凄腕の忍者だが私利私欲の為に忍術を使う事を嫌い、誰にも仕えずひっそりと暮らしている。佐助を鍛え上げ、奥義書を授けた。
さくら
声 - 高木早苗
白雲斎の娘。佐助と共に甲賀流忍術を教わった。気が強いが、花を愛する優しい少女。佐助の事を誰よりも心配しており、よく山を降りて来る。
雪乃姫
声 - 佐々木由美子
幸村の娘。白百合のように美しい少女。
服部半蔵
声 - 飯塚昭三
徳川家康に仕える伊賀忍者の頭領。冷酷な人物で、伊賀百人衆を従えて幸村の命と軍用金を狙う。長髪。
柳生但馬守
声 - 藤田栄一
家康の側近。家康と共に悪辣な作戦を考え、半蔵に命令を下す。
服部 しのぶ
声 - 野崎貴美子
半蔵の妹。紫色の忍者服を着て、変装術などで佐助達を惑わせる。佐助に敗れるが命を救われ、佐助を愛するようになる。第12話の半蔵と佐助の決戦後、伊賀を抜け、佐助を陰ながら助ける。
伊賀百人衆
半蔵に仕える伊賀忍者達。服部家に代々伝わる「伊賀百目箱」の中にある目の一つが開かれると共に出現する。百人衆を名乗っているが、劇中では十人しか登場しなかった。
魔竜道人
声 - 飯塚昭三
第13話から登場。バテレン妖術を使う妖術使い。但馬守に雇われ、弟子の妖術使い達を使って佐助を抹殺しようとする。無類の酒好きで、その為に失敗する事も多い。

## スタッフ
- 制作 - 西野聖市（ナック）
- 監督 - 東條昭平
- プロデューサー - 近藤伯雄（東京12チャンネル）、西條克磨（ナック）
- 脚本構成 - 伊東恒久
- 脚本 - 伊東恒久、首藤剛志、安藤豊弘、水野均、雨宮雄児、吉田進、筒井ともみ ほか
- 演出 - 松浦錠平、岡迫和之、康村正一、久岡敬史、内田祐司、永丘昭典、岡崎稔、池野文雄、秦泉寺博、腰繁男、奥田誠治、永樹凡人、村田四郎 ほか
- キャラクターデザイン - 岡迫亘弘
- 作画監督 - 昆進之介
- 美術監督 - 下川忠海
- 背景 - スタジオPOP
- 彩画 - スタジオロビン
- 色彩設定 - 山本真由美
- 撮影 - スタジオ・ウッド
- 編集 - 三陽グループ編集室
- 現像 - 東京現像所
- 音響監督 - 茂垣弘道
- 音楽 - 水野純交、大島佑一
- 音響制作 - 銀座サウンド→シネビーム
- 録音 - 中村幸雄→村田弘之
- 効果 - 上野孝→金丸孝彦
- 音響演出 - 田山和夫→不在
- 制作デスク - 戸井田博史
- 製作進行 - 杉本勝男、高野重久
- 製作 - 東京12チャンネル、ナック

## 主題歌
オープニングテーマ - 「さるとび参上」
作詞 - 伊東恒久 / 作曲 - 山本正之 / 編曲 - 神保正明 / 歌 - アクエリアス（ヴォーカルは河原龍夫） / レーベル - CBS・ソニー
エンディングテーマ - 「佐助翔べ」
作詞 - 伊東恒久 / 作曲 - 山本正之 / 編曲 - 神保正明 / 歌 - アクエリアス（ヴォーカルは河原龍夫） / レーベル - CBS・ソニー

## 各話リスト
| 話 | サブタイトル                | 脚本       | 演出              | 放送日         |
| -- | --------------------------- | ---------- | ----------------- | -------------- |
| 1  | オンキリキリさるとび参上    | 伊東恒久   | 内田祐司          | 1979年 10月9日 |
| 2  | 忍術合戦 大蛇対大ガマ       | 安藤豊弘   | 岡迫和之          | 10月16日       |
| 3  | 清海入道 怒りの百人力       | 伊東恒久   | 内田祐司          | 10月23日       |
| 4  | 秘密兵器千人ごろし          | 伊東恒久   | 内田祐司          | 10月30日       |
| 5  | くノ一忍法 大グモの術       | 安藤豊弘   | 岡迫和之          | 11月6日        |
| 6  | 空中戦 空飛ぶ忍者の正体は？ | 首藤剛志   | 松浦錠平 藤井晨一 | 11月13日       |
| 7  | 女忍者にだまされた佐助      | 安藤豊弘   | 松浦錠平 内田祐司 | 11月20日       |
| 8  | 蛇の目傘のお化け忍者        | 伊東恒久   | 岡迫和之          | 11月27日       |
| 9  | 海の怪物を生けどりにしろ    | 首藤剛志   | やすむらまさかず  | 12月4日        |
| 10 | 鬼首山の決闘                | 筒井ともみ | 内田祐司          | 12月18日       |
| 11 | たつ巻空とぶ三兄弟          | 水野均     | 松浦錠平 藤井晨一 | 1980年 1月6日  |
| 12 | 危うし地獄谷の決戦          | 伊東恒久   | やすむらまさかず  | 1月8日         |
| 13 | バテレン妖術ミイラ壷        | 伊東恒久   | 内田祐司          | 1月15日        |
| 14 | 水から生まれた妖術使い      | 安藤豊弘   | 岡迫和之          | 1月22日        |
| 15 | 恐怖の吸血コウモリ          | 水野均     | 内田祐司          | 1月29日        |
| 16 | 魔法の笛でネズミが走る      | 雨宮雄児   | 岡迫和之          | 2月5日         |
| 17 | 草競馬の妖術使い            | 雨宮雄児   | 久岡敬史          | 2月12日        |
| 18 | 恐るべし 人をのみこむ大鏡   | 安藤豊弘   | やすむらまさかず  | 2月19日        |
| 19 | 写し絵の術 あっ、佐助が二人 | 首藤剛志   | 内田祐司          | 2月26日        |
| 20 | 軽わざ一座のピエロは悪魔    | 水野均     | 岡迫和之          | 3月4日         |
| 21 | 見えない敵 カスミ忍者現る   | 雨宮雄児   | 内田祐司          | 3月18日        |
| 22 | 美女と巨人の二人妖術        | 首藤剛志   | 久岡敬史          | 4月1日         |
| 23 | 清海 ああ涙の故郷           | 水野均     | 岡迫和之          | 11月7日        |
| 24 | さらば佐助 またの日を       | 伊東恒久   | 岡迫和之          | 4月15日        |

## 放送局
※放送日時はテレビ大阪と個別に出典が提示されている局を除き1980年3月中旬 - 4月上旬時点のものとする。
| 放送対象地域 | 放送局              | 放送日時           | 備考                    |
| ------------ | ------------------- | ------------------ | ----------------------- |
| 関東広域圏   | 東京12チャンネル    | 火曜 19:30 - 20:00 | 現・テレビ東京 製作局   |
| 北海道       | 北海道文化放送      | 土曜 8:00 - 8:30   |                         |
| 秋田県       | 秋田テレビ          | 木曜 17:00 - 17:30 |                         |
| 山形県       | 山形テレビ          | 金曜 17:00 - 17:30 |                         |
| 宮城県       | ミヤギテレビ        | 日曜 8:30 - 9:00   |                         |
| 福島県       | 福島中央テレビ      | 土曜 7:00 - 7:30   |                         |
| 新潟県       | 新潟総合テレビ      | 土曜 7:30 - 8:00   |                         |
| 長野県       | 長野放送            | 火曜 17:30 - 18:00 | 1980年4月15日まで放送   |
| 山梨県       | テレビ山梨          | 土曜 7:00 - 7:30   | 1980年4月19日から放送   |
| 富山県       | 富山テレビ          | 月曜 16:50 - 17:20 |                         |
| 京都府       | 近畿放送（KBS京都） | 火曜 19:30 - 20:00 | 現・京都放送            |
| 大阪府       | テレビ大阪          |                    | 1982年3月の開局後に放送 |
| 兵庫県       | サンテレビ          | 火曜 19:30 - 20:00 |                         |
| 奈良県       | 奈良テレビ          | 木曜 17:55 - 18:25 |                         |
| 和歌山県     | テレビ和歌山        | 火曜 19:30 - 20:00 |                         |
| 広島県       | テレビ新広島        | 土曜 7:30 - 8:00   | 1980年10月4日開始       |
| 熊本県       | 熊本放送            | 火曜 17:00 - 17:30 |                         |
| 宮崎県       | テレビ宮崎          | 月曜 16:55 - 17:25 |                         |
| 鹿児島県     | 鹿児島テレビ        | 火曜 17:15 - 17:45 |                         |